# Fontaine (Côte-d'Or)

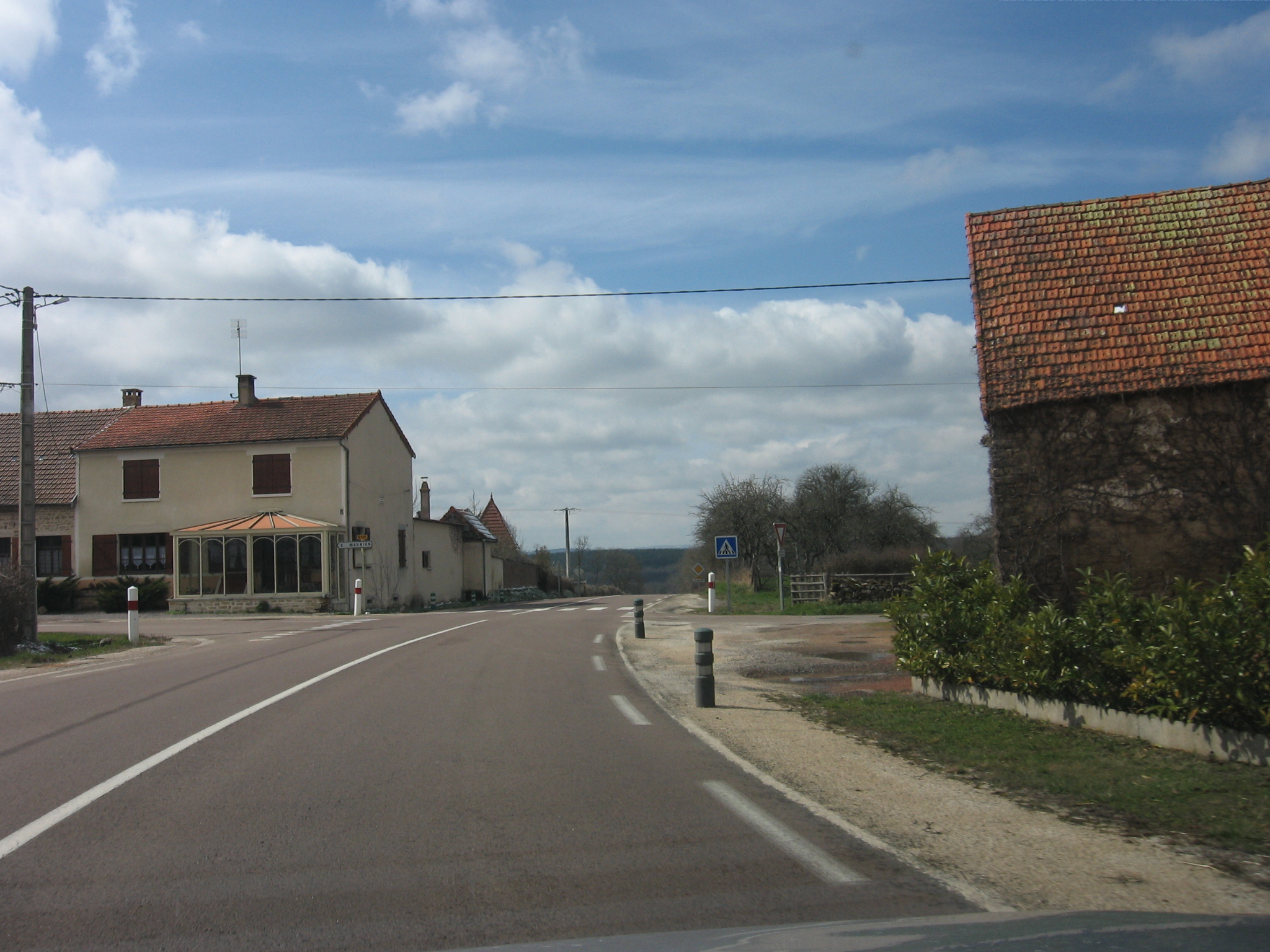
Fontaine

Fontaine is een Franse plaats in de gemeente Magnien (departement Côte-d'Or) op 4 km van Arnay-le-Duc gelegen aan de D981 (vroeger N81).